# Halichoeres papilionaceus
 Halichoeres papilionaceus és una espècie de peix de la família dels làbrids i de l'ordre dels perciformes.

## Morfologia
Els mascles poden assolir els 12 cm de longitud total.

## Distribució geogràfica
Es troba des de Sumatra (Indonèsia) fins a Salomó, les Filipines i Palau (Micronèsia).